# Ateliers et chantiers du Havre
Pour les articles homonymes, voir ACH.
Ateliers et Chantiers du Havre (ACH) est le nom d'un chantier naval du Havre.

## Histoire
Le chantier fondé en 1965 après avoir eu une grande période de développement a fait faillite et son activité a cessé en 1999. Il était associé à une certaine époque très difficile aux Ateliers et Chantiers de La Rochelle-Pallice ("ACRP") fermés au printemps 1987.  
La Société Nouvelle des Ateliers et Chantiers du Havre (SNACH), unique entreprise de construction navale au Havre à sa liquidation en 1999, exécute sa dernière commande pour le compte de l'armement norvégien Stolt.
La SNACH a cessé toute activité le 8 août 2014 mais demeure immatriculée au registre du commerce et des sociétés.

## Réalisations pour la marine marchande
- Jean Charcot, Le Havre, 1965

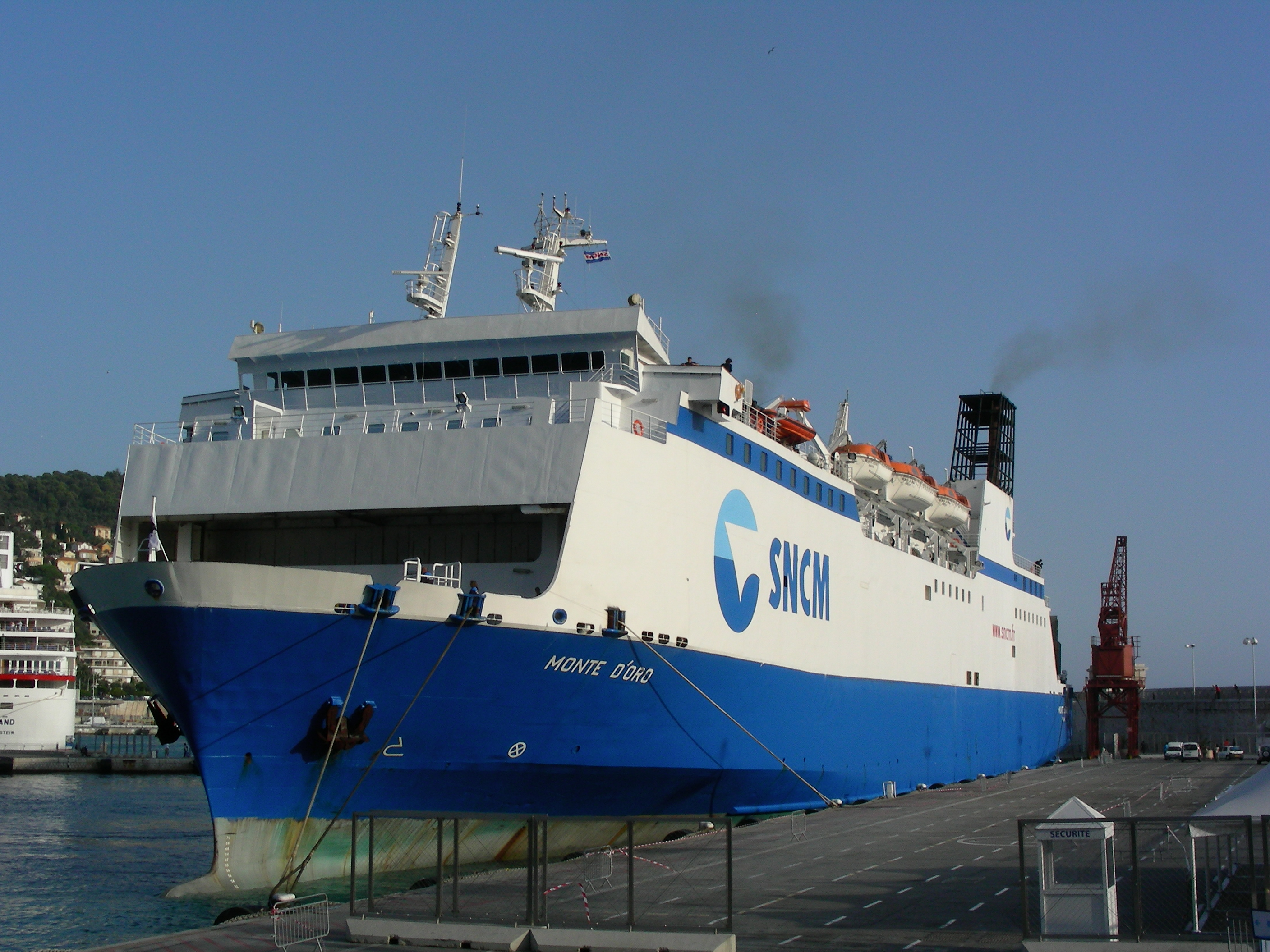
Le Monte d'Oro de la SNCM à Nice en 2010.

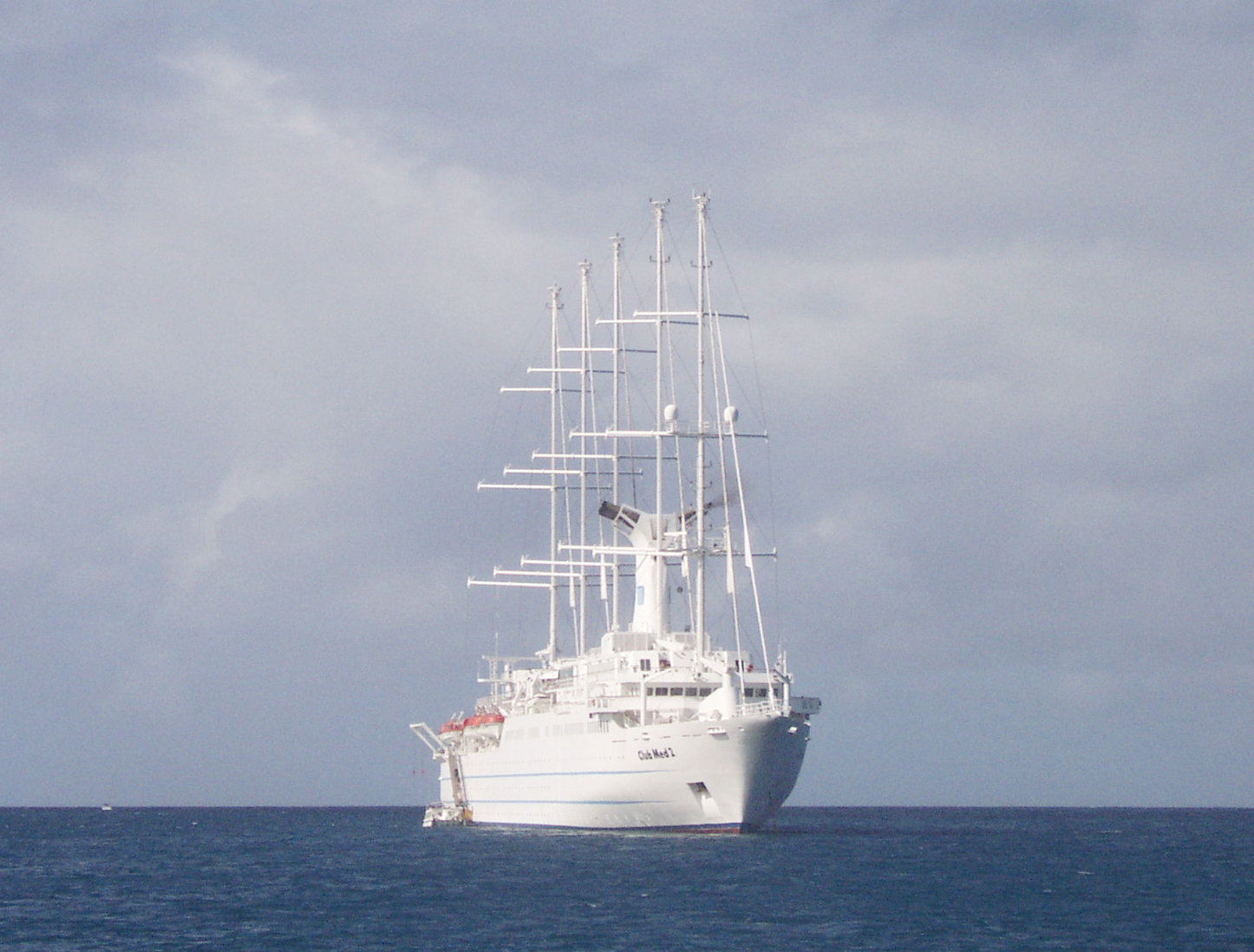
Club Med 2 au mouillage aux Caraïbes en 2003.

- Armorique, Le Havre 205, Brittany Ferries, 1972
- Goodwood, Le Havre 220, United European Car Carriers, 1974
- Estoril, Le Havre 223, United European Car Carriers, 1974
- Hockenheim, Le Havre 233, United European Car Carriers, 1976
- Juniper, Le Havre 237, Denval Marine, 1977
- Seafowl, Le Havre 239, V. Ships, 1977
- Coutances, Le Havre 246, Truckline Ferries, 1978
- Purbeck, Le Havre 247, Truckline Ferries, 1978
- Monte Stello, Le Havre 249, SNCM, 1979
- Porto Cardo, Le Havre 253, La Méridionale, 1980
- Mont Ventoux, Le Havre 254, Sudcargos, 1980
- Seafrance Renoir, Le Havre 256, SeaFrance, 1981
- Léon Thévenin, Le Havre 262, France Télécom, 1983
- Monte Cinto, Le Havre 263, SNCM, 1984
- Santa Regina, Le Havre 266, La Méridionale, 1985
- Monte d'Oro, Le Havre 280, SNCM, 1991
- Club Med 2, Le Havre 282, Société Services et Transports, 1992
- Paglia Orba, Le Havre 290, SNCM, 1994
- Marion Dufresne, GIE MD II (co-affrètement IPEV et TAAF), 1995